# Universidad Agostinho Neto
La Universidad Agostinho Neto (en portugués: Universidade Agostinho Neto) es una institución de educación superior pública de Angola con sede en el municipio de Talatona, considerada la universidad más grande e influyente del país.
Su tradición universitaria se remonta a la época colonial. Sin embargo, fue después de la independencia del país que se consolidó como "universidad de Estado", o sea, la que debía formar la base intelectual de Angola, creando una red de facultades que abarque todo el territorio nacional. Es hoy referencia en la enseñanza superior angoleña, albergando, en su estructura orgánica, siete facultades, una escuela superior y dos institutos superiores.
Tras una incisiva reforma llevada a cabo en 2008/2009, su área geográfica quedó limitada a las provincias de Luanda y Bengo. Desde entonces, la UAN comprende únicamente su sede, en Talatona, y facultades/polos ubicados en Luanda, Belas, Caxito y Viana. Las demás facultades ubicadas en otras provincias se agruparon en universidades regionales autónomas. Incluso después de la drástica reducción de su área geográfica, la UAN sigue siendo la universidad más grande de Angola.